# Virpi Kuitunenová
Virpi Katriina Kuitunenová, nepřechýleně Virpi Kuitunen, po svatbě Virpi Sarasvuo (* 20. května 1976 v Kangasniemi), je bývalá finská běžkyně na lyžích. Byla univerzální lyžařkou – výborných výsledků dosahovala jak ve sprintech, tak na dlouhých tratích, dokonale ovládala klasickou techniku i volný styl. Je vysoká 174 cm. Naposledy závodila za lyžařský klub Kangasniemen Kalske. Jezdila na lyžích značky Rossignol. Žije v Espoo, 16. července 2010 se provdala za Jariho Sarasvuoa. K jejím zálibám patří golf a zahradničení.
Při závodění jí často sužovala chronická bolest zad. Podle lékařů se jí během sportovní kariéry nemohla zbavit – léčba, která by jí ulevila, není povolena, s doporučenými injekcemi by neprošla antidopingovou zkouškou.

## Dopingová aféra
V letech 2001–2003 měla dvouletý zákaz závodní činnosti poté, co na Mistrovství světa v klasickém lyžování 2001 bylo celkem šest finských běžců a běžkyň (včetně Kuitunen) pozitivně testováno na doping. Kuitunen byla přistižena již o necelé dva měsíce dříve při závodu Světového poháru v italském Brussonu s nadměrně vysokými krevními hodnotami. Ovšem tehdejší předseda sekce běžeckého lyžování FIS Bengt-Erik Bengtsson pomohl tento její doping utajit. Skandálu však už nikdo nemohl zabránit na světovém šampionátu v Lahti, kde dopingovými testy na látku HES (snižuje hladinu hemoglobinu v krvi) neprošli Jari Isometsä, Mika Myllylä, Janne Immonen, Harri Kirvesniemi, Milla Jauho a Virpi Kuitunen. Finsko přišlo po šokujícím dopingovém odhalení o čtyři medaile, včetně zlata z mužské štafety na 4 x 10 km a stříbra ze štafety žen na 4 x 5 km. Všichni závodníci dostali dvouletý zákaz startů. Od finského národního týmu se navíc odvrátilo množství sponzorů.

## Největší úspěchy
Zúčastnila se ZOH 2006 v Turíně, kde získala spolu s Aino-Kaisou Saarinenovou bronzovou medaili ve sprintu ženských družstev, a ZOH 2010 ve Vancouveru, odkud si odvezla bronz ze štafety. Jejím nejlepším samostatným olympijským výsledkem bylo páté místo na ZOH 2006.
Kuitunenová startovala na šesti mistrovstvích světa v severském lyžování (1999, 2001, 2003, 2005, 2007, 2009) a vyhrála na nich osm medailí, z toho šest zlatých, jednu stříbrnou a jednu bronzovou.
Ve světovém poháru závodila v letech 1997–2010 a zvítězila v něm ve dvaceti individuálních závodech a patří ji tak 7. místo v historickém pořadí. V celkovém pořadí SP obsadila v sezóně 2004/05 3. místo a v sezóně 2006/07 1. místo a to i ve sprintu. Celkové vítězství zopakovala i v sezóně 2007/08.
Vyhrála vůbec první ročník etapového závodu Tour de Ski 2006/07, o rok později byla druhá a ve třetím ročníku znovu triumfovala.
Díky svým úspěchům získala v roce 2007 cenu Sportovkyně roku ve Finsku.